# Achtubinsk
Achtubinsk (russisch Ахту́бинск) ist eine Stadt im Norden der russischen Oblast Astrachan. Sie hat 41.853 Einwohner (Stand 14. Oktober 2010) und liegt 270 km nordwestlich von Astrachan am linken Ufer der Achtuba, eines Mündungsarms der Wolga. Die Stadt ist nur 30 km von der kasachischen Grenze und 50 km vom bekannten Salzsee Baskuntschak entfernt.
In Achtubinsk befindet sich ein wichtiger Stützpunkt der russischen Luftstreitkräfte und eine Testpilotenschule.

## Geschichte
Die Stadt Achtubinsk wurde im Jahre 1959 aus den Siedlungen Wladimirowka (russisch Владимировка), Petropawlowskoje (Петропавловское) und Achtuba (Ахтуба) gebildet.

### Bevölkerungsentwicklung
Die folgende Übersicht zeigt die Entwicklung der Einwohnerzahlen von Achtubinsk.
| Jahr | Einwohner | Bemerkung                                         |
| ---- | --------- | ------------------------------------------------- |
| 1939 | 17.673    | davon Petropawlowskoje 10.876, Wladimirowka 6.797 |
| 1959 | 22.321    |                                                   |
| 1970 | 43.466    |                                                   |
| 1979 | 47.752    |                                                   |
| 1989 | 50.261    |                                                   |
| 2002 | 45.542    |                                                   |
| 2010 | 41.853    |                                                   |

Anmerkung: Volkszählungsdaten

## Verkehr
Die Stadt befindet sich an der Nebenstraße von Wolschski über Charabali nach Astrachan bzw. an der Bahnstrecke Wolgograd – Astrachan.

## Weiterführende Bildungseinrichtungen
- Filiale der Staatlichen Universität Wolgograd

## Söhne und Töchter der Stadt
- Alexander Tioumentsev Barabash (* 1983), russisch-spanischer Handballspieler
- Anton Mersljutin (* 1987), Handballspieler
- Nadeschda Babkina (* 1950), Altistin und Chorleiterin